# Mauersberg
Mauersberg ist ein Ortsteil der sächsischen Gemeinde Großrückerswalde im Erzgebirgskreis.

## Geografie

### Lage
Mauersberg liegt etwa 6,5 Kilometer südwestlich von Marienberg im Erzgebirge. Die Ortslage erstreckt sich über etwa 1,5 Kilometer im Tal eines nach Norden der Preßnitz zufließenden Baches.
Durch den Ort führt die Staatsstraße 221 von Marienberg über Großrückerswalde. Sie endet südwestlich des Ortes an der Staatsstraße 218 Annaberg-Buchholz–Reitzenhain.

### Nachbarorte
| Streckewalde |                                             | Großrückerswalde |
|              | Kompassrose, die auf Nachbargemeinden zeigt | Schindelbach     |
| Mildenau     |                                             | Arnsfeld         |

## Geschichte

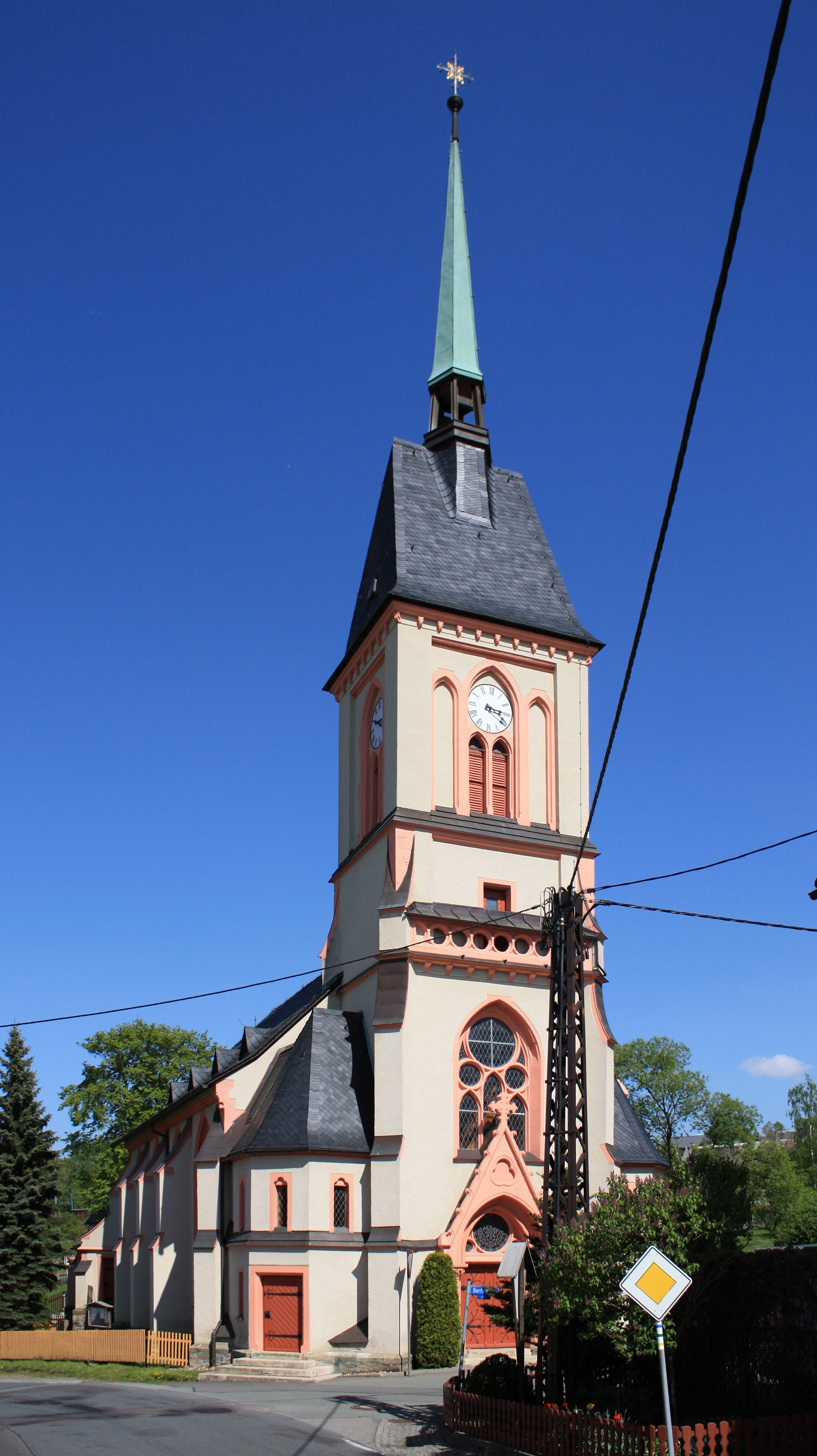
Kirche Mauersberg

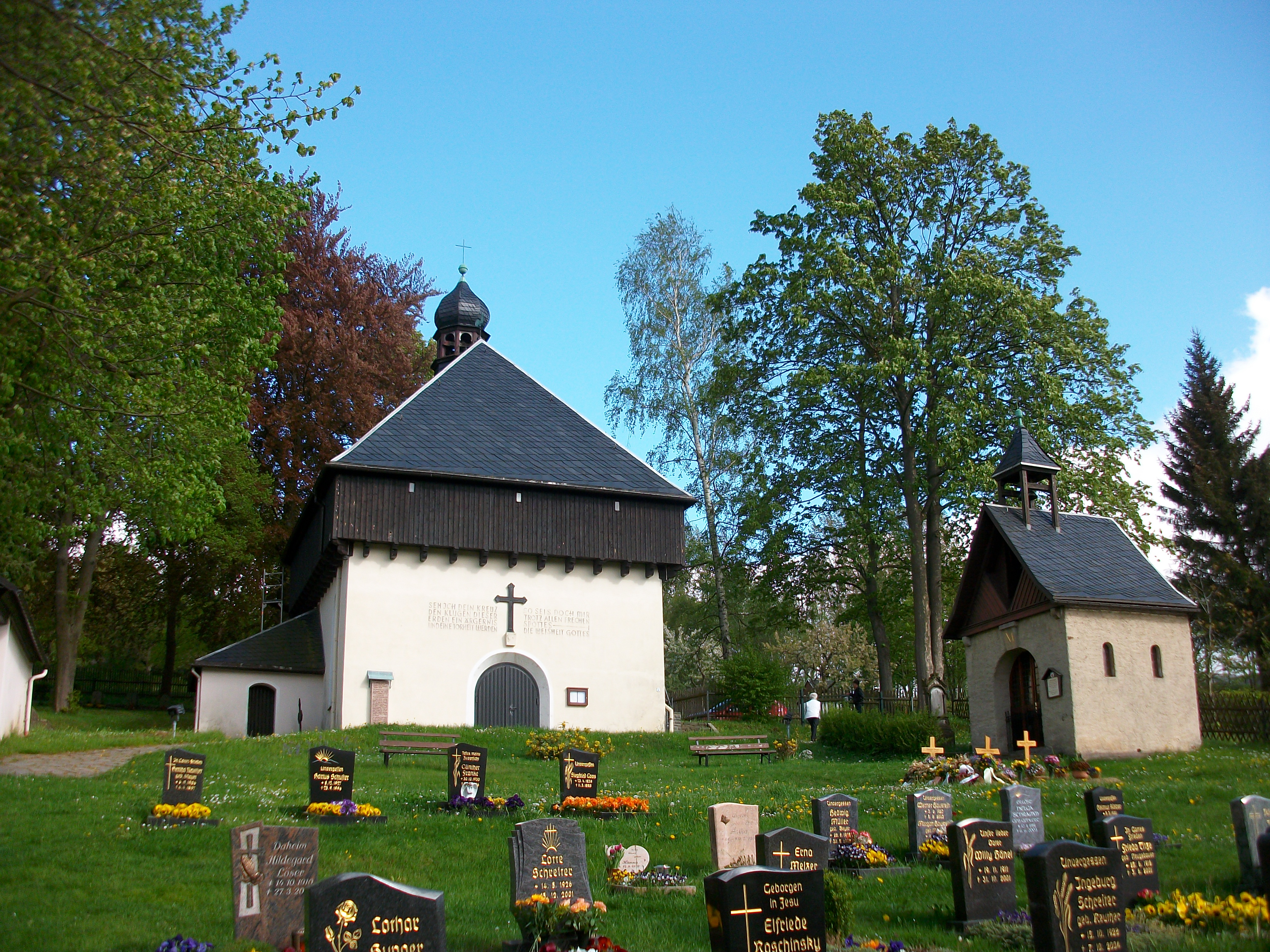
Mauersberg, Kreuzkapelle (2016)

Im Zusammenhang mit der Bucher Klosterfehde wird der Ort 1291 erstmals urkundlich als Ursberg erwähnt. Zu diesem Zeitpunkt gehört er zum Besitz des Zisterzienserklosters. Um 1300 wurden die obererzgebirgischen Besitzungen des Klosters an die Grundherren von Waldenburg auf Wolkenstein verkauft.
Seit der zweiten Hälfte des 15. Jahrhunderts besaß der Ort eine kleine Wehrgangkirche und wurde von den Franziskanern des Annaberger Klosters betreut. Mit der Reformation 1537 wurde Mauersberg Filialkirche der Parochie Großrückerswalde, bis es am 17. November 1721 eigenständiges Kirchspiel wurde – von 1932 bis 1938 war es wiederum Filialkirche von Großrückerswalde.
1544 wurde das Dorf von der Bergstadt Marienberg erworben. 1654 wurde eine Eisensteinzeche angelegt, das gewonnene Erz wurde zur Verhüttung an die Hammerwerke im Preßnitztal geliefert. Der Betrieb der Zeche wurde 1839 eingestellt. Eine Dorfschule wurde 1655 eingerichtet, sie wurde 1882 durch einen Neubau abgelöst.
1844 wurden durch den Freiberger Professor August Breithaupt die hier gefundenen Mineralien Bodenit und Muromonerit beschrieben. Mauersberg gehörte bis 1856 zum Amt Wolkenstein.
Im Februar 1889 wurde die alte Wehrgangkirche abgerissen und durch einen neugotischen Bau des Architekten Theodor Quentin ersetzt, der am 17. Dezember 1890 geweiht wurde.
Am 1. Juni 1892 wurde die Haltestelle „Boden bei Wolkenstein“ der Schmalspurbahn Wolkenstein–Jöhstadt eröffnet, wodurch Mauersberg – wenn auch tief im Tal und etwa 1,6 Kilometer  von der Ortsmitte entfernt – Zugang zum Eisenbahnnetz erhielt. Der Personenverkehr wurde am 1. Oktober 1984 endgültig eingestellt.
Der Anschluss ans Elektrizitätsnetz erfolgte 1913, der Anschluss an die zentrale Trinkwasserversorgung dagegen erst 1970. Auf der sogenannten Richterhöhe wurde 1939 eine Flugwache der Wehrmacht errichtet.
Im Zuge der Bodenreform zählte Mauersberg 1949 44 landwirtschaftliche Betriebe mit 148 Beschäftigten.
1949 bis 1953 wurde die von Rudolf Mauersberger gestiftete Kreuzkapelle errichtet, die der abgerissenen Wehrgangkirche nachempfunden ist. Die Weihe erfolgte am 15. Juli 1953.
1956 gründete sich die LPG „1. Mai“, die sich 1974 mit der LPG „Vorwärts“ Mildenau vereinigte.
Am 1. Januar 1994 wurde Mauersberg nach Großrückerswalde eingemeindet.

## Entwicklung der Einwohnerzahl
| Jahr | Einwohnerzahl                             |
| ---- | ----------------------------------------- |
| 1551 | 23 besessene Mann, 7 Häusler, 38 Inwohner |
| 1764 | 34 besessene Mann, 31 Häusler, 14 Hufen   |
| 1834 | 723                                       |
| 1871 | 827                                       |
| 1890 | 959                                       |

| Jahr | Einwohnerzahl |
| ---- | ------------- |
| 1910 | 925           |
| 1925 | 996           |
| 1939 | 955           |
| 1946 | 945           |
| 1950 | 1023          |

| Jahr | Einwohnerzahl |
| ---- | ------------- |
| 1964 | 887           |
| 1971 | 904           |
| 1987 | 844           |
| 1990 | 799           |
| 1993 | 771           |

| Jahr | Einwohnerzahl |
| ---- | ------------- |
| 2009 | 660           |
| 2011 | 656           |

## Kultur und Sehenswürdigkeiten

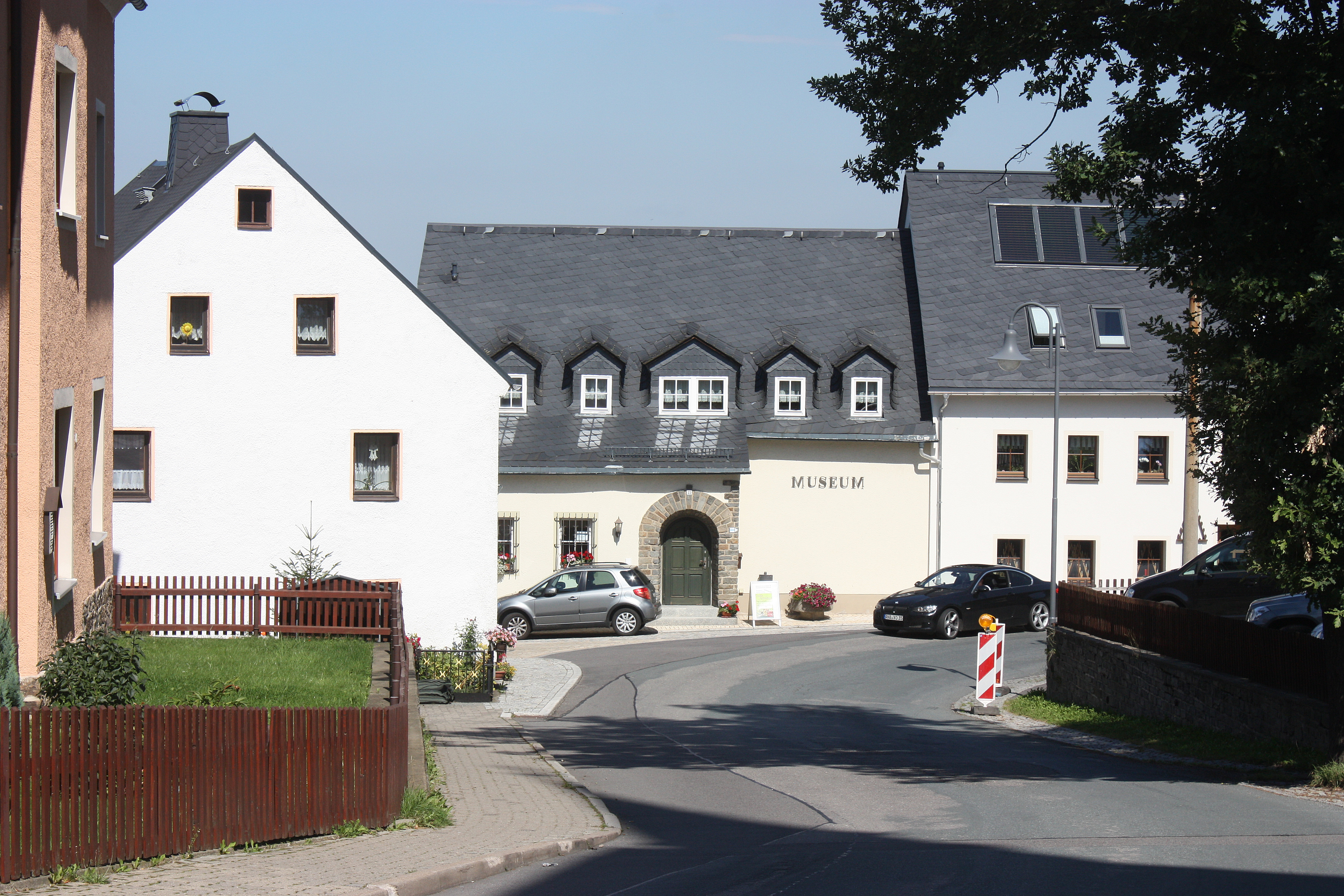
Museum (siehe auch Liste der Kulturdenkmale in Großrückerswalde)

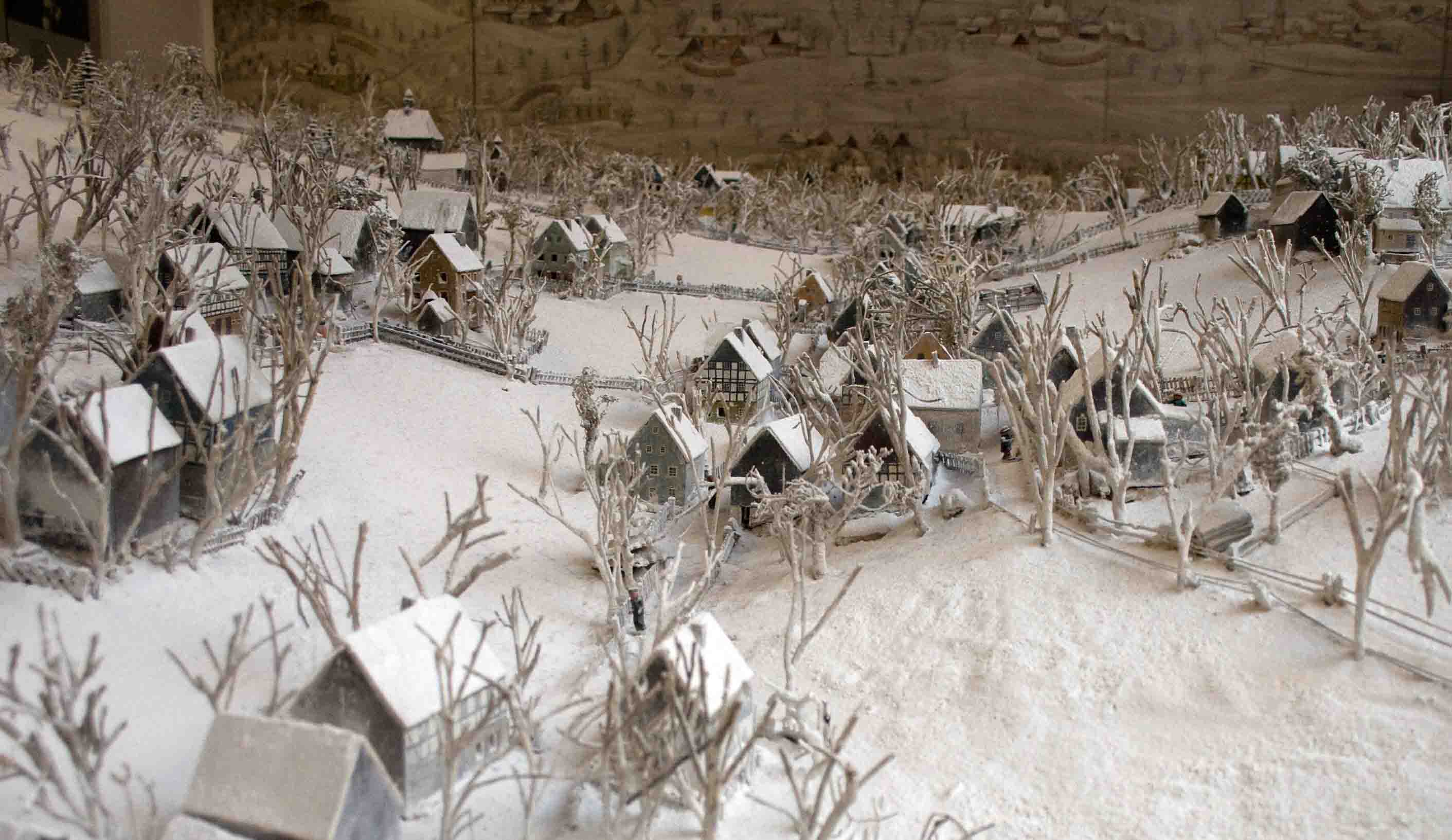
Dorfmodell von Rudolf Mauersberger (1926), ausgestellt im Mauersberger-Museum

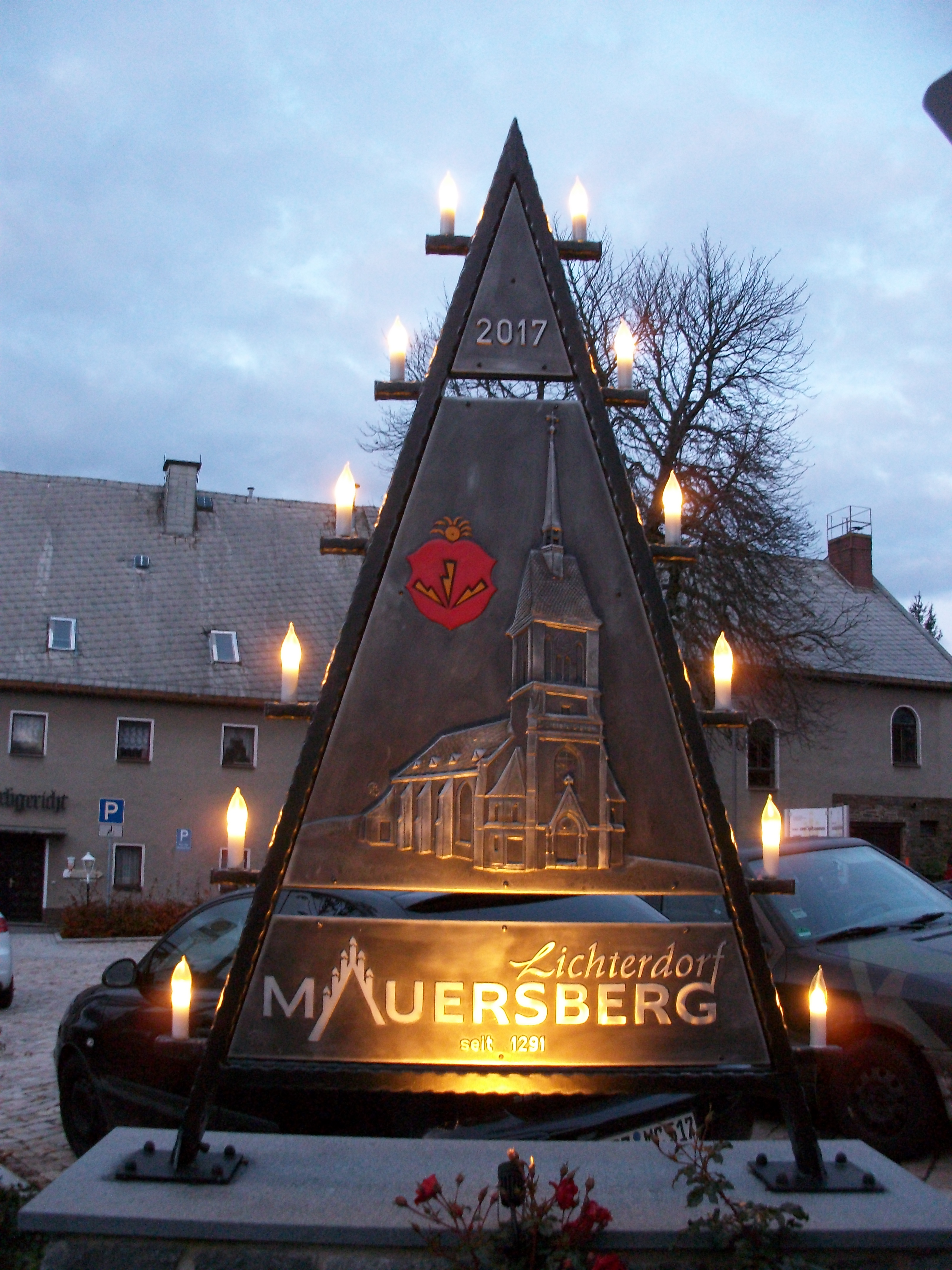
Mauersberger Lichterecke

Für die 1953 geweihte Kreuzkapelle Mauersberg komponierte Rudolf Mauersberger von 1954 bis 1956 die Gesänge für die Kreuzkapelle zu Mauersberg.
Das Mauersberger Museum wurde 1973 dem verstorbenen Kreuzkantor Rudolf Mauersberger gewidmet und 1984 um die Erinnerung an den ehemaligen Thomaskantor Erhard Mauersberger erweitert. Zum Nachlass der Brüder Mauersberger gehört auch eine umfangreiche Erzgebirgssammlung und eine selbstgebastelte Modell-Landschaft von Mauersberg. Die Namensähnlichkeit „Mauersberg“ und „Mauersberger“ ist wahrscheinlich nur ein merkwürdiger Zufall.

## Lichterdorf Mauersberg
Die Ortschaft Mauersberg ist insbesondere während der Weihnachts- und Vorweihnachtszeit ein nachgefragtes Ausflugsziel und in der Region als Lichterdorf bekannt. Im deutschen Teil des Erzgebirges ist es, mehr als in anderen Regionen Deutschlands, Brauch, die Fenster mit Leuchtschmuck, insbesondere mit elektrisch beleuchteten Schwibbögen, zu schmücken. In Mauersberg ist hier eine ungeschrieben und sozial kontrollierte  Regel, das in möglichst jedem Fenster zu tun. Zudem kommt in Mauersberg hier die Geographie und die Siedlungsstruktur zu Hilfe: die Durchgangsstraße verläuft in Hanglage östlich des Dorfes, so dass von dieser der Ort in einem Talkessel liegt. Zudem ist Mauerberg nicht wie die meisten Nachbardörfer ein langgezogenes Waldhufendorf, sondern ähnelt eher einem Haufendorf mit vergleichsweiser kompakter Bebauung, die aber auch die Hanglagen mit einschließt. Dadurch kommt die Weihnachtsbeleuchtung in Fenstern der Privathäuser in besonderer Weise zur Geltung und begründet den Titel „Lichterdorf“.
Ab Anfang Dezember fahren dann vermehrt Reisebusse und Autos mit auswärtigem Kennzeichen im Schritttempo durch den Ort, Besucher erfreuen sich bei einem Rundgang an den vielen erleuchteten Fenstern.

## Persönlichkeiten
- Johann Christoph Schreiter (1770–1821), evangelischer Theologe und Hochschullehrer in Kiel
- Rudolf Mauersberger (1889–1971), Kreuzkantor von 1930 bis 1971
- Erhard Mauersberger (1903–1982), Thomaskantor von 1961 bis 1972
- Brigitte Lange (1939–2012), Politikerin (SPD), Abgeordnete des Deutschen Bundestages